# Volta a la Comunitat Valenciana 2020
La Volta a la Comunitat Valenciana 2020, 71a edició de la Volta a la Comunitat Valenciana, serà una competició ciclista per etapes que es disputarà entre el 5 i el 9 de febrer de 2020 sobre un recorregut de 804 km repartits entre cinc etapes. La cursa formarà part del calendari de l'UCI ProSeries 2020, amb una categoria 2.Pro.
El vencedor final fou l'eslovè Tadej Pogačar (UAE Team Emirates), vencedor de dues etapes i de la classificació dels joves. L'acompanyaren al podi Jack Haig (Mitchelton-Scott) i Tao Geoghegan Hart (Team Ineos), ambdós a sis segons.

## Equips
L'organització convidà a 21 equips a prendre part en aquesta cursa.
| WorldTeams (12)- Astana - Movistar Team - Deceuninck-Quick Step - Ineos - Jumbo-Visma - UAE Team Emirates - CCC Team - Lotto Soudal - Mitchelton-Scott - AG2R La Mondiale - Israel Start-Up Nation - Bahrain McLaren ProTeams (7)- Caja Rural-Seguros RGA - Total Direct Énergie - Burgos-BH - Euskaltel-Euskadi - Sport Vlaanderen-Baloise - Bardiani CSF Faizanè - Gazprom-RusVelo Equips continentals (2)- Kometa-Xstra - Equipo Kern Pharma |
| |

## Etapes
| Etapa    | Data     | Ciutats d'etapa                  | type              | Distància (km) | Vencedor de l'etapa | Líder de la general |
| -------- | -------- | -------------------------------- | ----------------- | -------------- | ------------------- | ------------------- |
| 1a etapa | 5 de feb | Castelló de la Plana – Vila-real | etapa plana       | 180            | Dylan Groenewegen   | Dylan Groenewegen   |
| 2a etapa | 6 de feb | Torrent – Cullera                | etapa accidentada | 181            | Tadej Pogačar       | Tadej Pogačar       |
| 3a etapa | 7 de feb | Oriola – Torrevella              | etapa accidentada | 174,5          | Dylan Groenewegen   | Jack Haig           |
| 4a etapa | 8 de feb | Calp – Serra de Bèrnia           | etapa de muntanya | 167            | Tadej Pogačar       | Tadej Pogačar       |
| 5a etapa | 9 de feb | Paterna – València               | etapa plana       | 97,7           | Fabio Jakobsen      | Tadej Pogačar       |

### Etapa 1
| \| Classificació de l'etapa \| Classificació de l'etapa \| Classificació de l'etapa \| Classificació de l'etapa \| Classificació de l'etapa \| \| Corredor \| Corredor \| Equip \| Temps \| \| \| ------------------------ \| -------------------------- \| ------------------------ \| ------------------------ \| ------------------------ \| \| 1r \| Dylan Groenewegen \| Jumbo-Visma \| 4h 07' 40" \| \| \| 2n \| Fabio Jakobsen \| Deceuninck-Quick Step \| + 0" \| \| \| 3r \| Alexander Kristoff \| UAE Team Emirates \| + 0" \| \| \| 4t \| Ben Swift \| Team Ineos \| + 0" \| \| \| 5è \| Juan José Lobato del Valle \| Fundación-Orbea \| + 0" \| \| \| 6è \| Jon Aberasturi Izaga \| Caja Rural-Seguros RGA \| + 0" \| \| \| 7è \| John Degenkolb \| Lotto-Soudal \| + 0" \| \| \| 8è \| Luka Mezgec \| Mitchelton-Scott \| + 0" \| \| \| 9è \| Iván García Cortina \| Bahrain McLaren \| + 0" \| \| \| 10è \| Lawrence Naesen \| AG2R La Mondiale \| + 0" \| \| |                            |                        |            |
| |                            |                        |            |
| |                            |                        |            |
| Classificació de l'etapa |                            |                        |            |
| Corredor | Corredor                   | Equip                  | Temps      |
| 1r | Dylan Groenewegen          | Jumbo-Visma            | 4h 07' 40" |
| 2n | Fabio Jakobsen             | Deceuninck-Quick Step  | + 0"       |
| 3r | Alexander Kristoff         | UAE Team Emirates      | + 0"       |
| 4t | Ben Swift                  | Team Ineos             | + 0"       |
| 5è | Juan José Lobato del Valle | Fundación-Orbea        | + 0"       |
| 6è | Jon Aberasturi Izaga       | Caja Rural-Seguros RGA | + 0"       |
| 7è | John Degenkolb             | Lotto-Soudal           | + 0"       |
| 8è | Luka Mezgec                | Mitchelton-Scott       | + 0"       |
| 9è | Iván García Cortina        | Bahrain McLaren        | + 0"       |
| 10è | Lawrence Naesen            | AG2R La Mondiale       | + 0"       |

| \| Classificació general \| Classificació general \| Classificació general \| Classificació general \| Classificació general \| \| Corredor \| Corredor \| Equip \| Temps \| \| \| --------------------- \| -------------------------- \| ---------------------- \| --------------------- \| --------------------- \| \| 1r \| Dylan Groenewegen \| Jumbo-Visma \| 4h 07' 40" \| \| \| 2n \| Fabio Jakobsen \| Deceuninck-Quick Step \| + 0" \| \| \| 3r \| Alexander Kristoff \| UAE Team Emirates \| + 0" \| \| \| 4t \| Ben Swift \| Team Ineos \| + 0" \| \| \| 5è \| Juan José Lobato del Valle \| Fundación-Orbea \| + 0" \| \| \| 6è \| Jon Aberasturi Izaga \| Caja Rural-Seguros RGA \| + 0" \| \| \| 7è \| John Degenkolb \| Lotto-Soudal \| + 0" \| \| \| 8è \| Luka Mezgec \| Mitchelton-Scott \| + 0" \| \| \| 9è \| Iván García Cortina \| Bahrain McLaren \| + 0" \| \| \| 10è \| Lawrence Naesen \| AG2R La Mondiale \| + 0" \| \| |                            |                        |            |
| |                            |                        |            |
| |                            |                        |            |
| Classificació general |                            |                        |            |
| Corredor | Corredor                   | Equip                  | Temps      |
| 1r | Dylan Groenewegen          | Jumbo-Visma            | 4h 07' 40" |
| 2n | Fabio Jakobsen             | Deceuninck-Quick Step  | + 0"       |
| 3r | Alexander Kristoff         | UAE Team Emirates      | + 0"       |
| 4t | Ben Swift                  | Team Ineos             | + 0"       |
| 5è | Juan José Lobato del Valle | Fundación-Orbea        | + 0"       |
| 6è | Jon Aberasturi Izaga       | Caja Rural-Seguros RGA | + 0"       |
| 7è | John Degenkolb             | Lotto-Soudal           | + 0"       |
| 8è | Luka Mezgec                | Mitchelton-Scott       | + 0"       |
| 9è | Iván García Cortina        | Bahrain McLaren        | + 0"       |
| 10è | Lawrence Naesen            | AG2R La Mondiale       | + 0"       |

### Etapa 2
| \| Classificació de l'etapa \| Classificació de l'etapa \| Classificació de l'etapa \| Classificació de l'etapa \| Classificació de l'etapa \| \| Corredor \| Corredor \| Equip \| Temps \| \| \| ------------------------ \| --------------------------- \| ------------------------ \| ------------------------ \| ------------------------ \| \| 1r \| Tadej Pogačar \| UAE Team Emirates \| 4h 14' 26" \| \| \| 2n \| Alejandro Valverde Belmonte \| Movistar Team \| + 0" \| \| \| 3r \| Dylan Teuns \| Bahrain McLaren \| + 0" \| \| \| 4t \| Daniel Martin \| Israel Start-Up Nation \| + 0" \| \| \| 5è \| Jack Haig \| Mitchelton-Scott \| + 0" \| \| \| 6è \| Ion Izagirre Insausti \| Astana \| + 0" \| \| \| 7è \| Rubén Fernández Andújar \| Fundación-Orbea \| + 0" \| \| \| 8è \| Gianni Moscon \| Team Ineos \| + 0" \| \| \| 9è \| Tao Geoghegan Hart \| Team Ineos \| + 0" \| \| \| 10è \| Greg Van Avermaet \| CCC Team \| + 5" \| \| |                             |                        |            |
| |                             |                        |            |
| |                             |                        |            |
| Classificació de l'etapa |                             |                        |            |
| Corredor | Corredor                    | Equip                  | Temps      |
| 1r | Tadej Pogačar               | UAE Team Emirates      | 4h 14' 26" |
| 2n | Alejandro Valverde Belmonte | Movistar Team          | + 0"       |
| 3r | Dylan Teuns                 | Bahrain McLaren        | + 0"       |
| 4t | Daniel Martin               | Israel Start-Up Nation | + 0"       |
| 5è | Jack Haig                   | Mitchelton-Scott       | + 0"       |
| 6è | Ion Izagirre Insausti       | Astana                 | + 0"       |
| 7è | Rubén Fernández Andújar     | Fundación-Orbea        | + 0"       |
| 8è | Gianni Moscon               | Team Ineos             | + 0"       |
| 9è | Tao Geoghegan Hart          | Team Ineos             | + 0"       |
| 10è | Greg Van Avermaet           | CCC Team               | + 5"       |

| \| Classificació general \| Classificació general \| Classificació general \| Classificació general \| Classificació general \| \| Corredor \| Corredor \| Equip \| Temps \| \| \| --------------------- \| --------------------------- \| ---------------------- \| --------------------- \| --------------------- \| \| 1r \| Tadej Pogačar \| UAE Team Emirates \| 8h 22' 09" \| \| \| 2n \| Jack Haig \| Mitchelton-Scott \| + 0" \| \| \| 3r \| Alejandro Valverde Belmonte \| Movistar Team \| + 0" \| \| \| 4t \| Rubén Fernández Andújar \| Fundación-Orbea \| + 0" \| \| \| 5è \| Dylan Teuns \| Bahrain McLaren \| + 0" \| \| \| 6è \| Gianni Moscon \| Team Ineos \| + 0" \| \| \| 7è \| Ion Izagirre Insausti \| Astana \| + 0" \| \| \| 8è \| Tao Geoghegan Hart \| Team Ineos \| + 0" \| \| \| 9è \| Daniel Martin \| Israel Start-Up Nation \| + 0" \| \| \| 10è \| Matej Mohorič \| Bahrain McLaren \| + 2" \| \| |                             |                        |            |
| |                             |                        |            |
| |                             |                        |            |
| Classificació general |                             |                        |            |
| Corredor | Corredor                    | Equip                  | Temps      |
| 1r | Tadej Pogačar               | UAE Team Emirates      | 8h 22' 09" |
| 2n | Jack Haig                   | Mitchelton-Scott       | + 0"       |
| 3r | Alejandro Valverde Belmonte | Movistar Team          | + 0"       |
| 4t | Rubén Fernández Andújar     | Fundación-Orbea        | + 0"       |
| 5è | Dylan Teuns                 | Bahrain McLaren        | + 0"       |
| 6è | Gianni Moscon               | Team Ineos             | + 0"       |
| 7è | Ion Izagirre Insausti       | Astana                 | + 0"       |
| 8è | Tao Geoghegan Hart          | Team Ineos             | + 0"       |
| 9è | Daniel Martin               | Israel Start-Up Nation | + 0"       |
| 10è | Matej Mohorič               | Bahrain McLaren        | + 2"       |

### Etapa 3
| \| Classificació de l'etapa \| Classificació de l'etapa \| Classificació de l'etapa \| Classificació de l'etapa \| Classificació de l'etapa \| \| Corredor \| Corredor \| Equip \| Temps \| \| \| ------------------------ \| ------------------------ \| ------------------------ \| ------------------------ \| ------------------------ \| \| 1r \| Dylan Groenewegen \| Jumbo-Visma \| 3h 54' 16" \| \| \| 2n \| Fabio Jakobsen \| Deceuninck-Quick Step \| + 0" \| \| \| 3r \| Matej Mohorič \| Bahrain McLaren \| + 0" \| \| \| 4t \| Davide Cimolai \| Israel Start-Up Nation \| + 0" \| \| \| 5è \| Jon Aberasturi Izaga \| Caja Rural-Seguros RGA \| + 0" \| \| \| 6è \| Luka Mezgec \| Mitchelton-Scott \| + 0" \| \| \| 7è \| Amaury Capiot \| Sport Vlaanderen-Baloise \| + 0" \| \| \| 8è \| Matteo Trentin \| CCC Team \| + 0" \| \| \| 9è \| Tom Van Asbroeck \| Israel Start-Up Nation \| + 0" \| \| \| 10è \| Alexander Kristoff \| UAE Team Emirates \| + 0" \| \| |                      |                          |            |
| |                      |                          |            |
| |                      |                          |            |
| Classificació de l'etapa |                      |                          |            |
| Corredor | Corredor             | Equip                    | Temps      |
| 1r | Dylan Groenewegen    | Jumbo-Visma              | 3h 54' 16" |
| 2n | Fabio Jakobsen       | Deceuninck-Quick Step    | + 0"       |
| 3r | Matej Mohorič        | Bahrain McLaren          | + 0"       |
| 4t | Davide Cimolai       | Israel Start-Up Nation   | + 0"       |
| 5è | Jon Aberasturi Izaga | Caja Rural-Seguros RGA   | + 0"       |
| 6è | Luka Mezgec          | Mitchelton-Scott         | + 0"       |
| 7è | Amaury Capiot        | Sport Vlaanderen-Baloise | + 0"       |
| 8è | Matteo Trentin       | CCC Team                 | + 0"       |
| 9è | Tom Van Asbroeck     | Israel Start-Up Nation   | + 0"       |
| 10è | Alexander Kristoff   | UAE Team Emirates        | + 0"       |

| \| Classificació general \| Classificació general \| Classificació general \| Classificació general \| Classificació general \| \| Corredor \| Corredor \| Equip \| Temps \| \| \| --------------------- \| --------------------------- \| --------------------- \| --------------------- \| --------------------- \| \| 1r \| Jack Haig \| Mitchelton-Scott \| 12h 16' 25" \| \| \| 2n \| Tadej Pogačar \| UAE Team Emirates \| + 0" \| \| \| 3r \| Alejandro Valverde Belmonte \| Movistar Team \| + 0" \| \| \| 4t \| Rubén Fernández Andújar \| Fundación-Orbea \| + 0" \| \| \| 5è \| Dylan Teuns \| Bahrain McLaren \| + 0" \| \| \| 6è \| Ion Izagirre Insausti \| Astana \| + 0" \| \| \| 7è \| Tao Geoghegan Hart \| Team Ineos \| + 0" \| \| \| 8è \| Matej Mohorič \| Bahrain McLaren \| + 2" \| \| \| 9è \| Jan Polanc \| UAE Team Emirates \| + 5" \| \| \| 10è \| Greg Van Avermaet \| CCC Team \| + 5" \| \| |                             |                   |             |
| |                             |                   |             |
| |                             |                   |             |
| Classificació general |                             |                   |             |
| Corredor | Corredor                    | Equip             | Temps       |
| 1r | Jack Haig                   | Mitchelton-Scott  | 12h 16' 25" |
| 2n | Tadej Pogačar               | UAE Team Emirates | + 0"        |
| 3r | Alejandro Valverde Belmonte | Movistar Team     | + 0"        |
| 4t | Rubén Fernández Andújar     | Fundación-Orbea   | + 0"        |
| 5è | Dylan Teuns                 | Bahrain McLaren   | + 0"        |
| 6è | Ion Izagirre Insausti       | Astana            | + 0"        |
| 7è | Tao Geoghegan Hart          | Team Ineos        | + 0"        |
| 8è | Matej Mohorič               | Bahrain McLaren   | + 2"        |
| 9è | Jan Polanc                  | UAE Team Emirates | + 5"        |
| 10è | Greg Van Avermaet           | CCC Team          | + 5"        |

### Etapa 4
| \| Classificació de l'etapa \| Classificació de l'etapa \| Classificació de l'etapa \| Classificació de l'etapa \| Classificació de l'etapa \| \| Corredor \| Corredor \| Equip \| Temps \| \| \| ------------------------ \| ---------------------------- \| ------------------------ \| ------------------------ \| ------------------------ \| \| 1r \| Tadej Pogačar \| UAE Team Emirates \| 4h 22' 03" \| \| \| 2n \| Wout Poels \| Bahrain McLaren \| + 6" \| \| \| 3r \| Tao Geoghegan Hart \| Team Ineos \| + 6" \| \| \| 4t \| Daniel Martin \| Israel Start-Up Nation \| + 6" \| \| \| 5è \| Jack Haig \| Mitchelton-Scott \| + 6" \| \| \| 6è \| Dylan Teuns \| Bahrain McLaren \| + 23" \| \| \| 7è \| Ion Izagirre Insausti \| Astana \| + 32" \| \| \| 8è \| Sander Armée \| Lotto-Soudal \| + 42" \| \| \| 9è \| Óscar Rodríguez Garaicoechea \| Astana \| + 45" \| \| \| 10è \| Rubén Fernández Andújar \| Fundación-Orbea \| + 49" \| \| |                              |                        |            |
| |                              |                        |            |
| |                              |                        |            |
| Classificació de l'etapa |                              |                        |            |
| Corredor | Corredor                     | Equip                  | Temps      |
| 1r | Tadej Pogačar                | UAE Team Emirates      | 4h 22' 03" |
| 2n | Wout Poels                   | Bahrain McLaren        | + 6"       |
| 3r | Tao Geoghegan Hart           | Team Ineos             | + 6"       |
| 4t | Daniel Martin                | Israel Start-Up Nation | + 6"       |
| 5è | Jack Haig                    | Mitchelton-Scott       | + 6"       |
| 6è | Dylan Teuns                  | Bahrain McLaren        | + 23"      |
| 7è | Ion Izagirre Insausti        | Astana                 | + 32"      |
| 8è | Sander Armée                 | Lotto-Soudal           | + 42"      |
| 9è | Óscar Rodríguez Garaicoechea | Astana                 | + 45"      |
| 10è | Rubén Fernández Andújar      | Fundación-Orbea        | + 49"      |

| \| Classificació general \| Classificació general \| Classificació general \| Classificació general \| Classificació general \| \| Corredor \| Corredor \| Equip \| Temps \| \| \| --------------------- \| ---------------------------- \| ---------------------- \| --------------------- \| --------------------- \| \| 1r \| Tadej Pogačar \| UAE Team Emirates \| 16h 38' 28" \| \| \| 2n \| Tao Geoghegan Hart \| Team Ineos \| + 6" \| \| \| 2n \| Jack Haig \| Mitchelton-Scott \| + 6" \| \| \| 4t \| Daniel Martin \| Israel Start-Up Nation \| + 13" \| \| \| 5è \| Dylan Teuns \| Bahrain McLaren \| + 23" \| \| \| 6è \| Wout Poels \| Bahrain McLaren \| + 25" \| \| \| 7è \| Ion Izagirre Insausti \| Astana \| + 32" \| \| \| 8è \| Rubén Fernández Andújar \| Fundación-Orbea \| + 49" \| \| \| 9è \| Óscar Rodríguez Garaicoechea \| Astana \| + 1' 11" \| \| \| 10è \| Alejandro Valverde Belmonte \| Movistar Team \| + 1' 14" \| \| |                              |                        |             |
| |                              |                        |             |
| |                              |                        |             |
| Classificació general |                              |                        |             |
| Corredor | Corredor                     | Equip                  | Temps       |
| 1r | Tadej Pogačar                | UAE Team Emirates      | 16h 38' 28" |
| 2n | Tao Geoghegan Hart           | Team Ineos             | + 6"        |
| 2n | Jack Haig                    | Mitchelton-Scott       | + 6"        |
| 4t | Daniel Martin                | Israel Start-Up Nation | + 13"       |
| 5è | Dylan Teuns                  | Bahrain McLaren        | + 23"       |
| 6è | Wout Poels                   | Bahrain McLaren        | + 25"       |
| 7è | Ion Izagirre Insausti        | Astana                 | + 32"       |
| 8è | Rubén Fernández Andújar      | Fundación-Orbea        | + 49"       |
| 9è | Óscar Rodríguez Garaicoechea | Astana                 | + 1' 11"    |
| 10è | Alejandro Valverde Belmonte  | Movistar Team          | + 1' 14"    |

### Etapa 5
| \| Classificació de l'etapa \| Classificació de l'etapa \| Classificació de l'etapa \| Classificació de l'etapa \| Classificació de l'etapa \| \| Corredor \| Corredor \| Equip \| Temps \| \| \| ------------------------ \| ------------------------ \| ------------------------ \| ------------------------ \| ------------------------ \| \| 1r \| Fabio Jakobsen \| Deceuninck-Quick Step \| 2h 04' 32" \| \| \| 2n \| Dylan Groenewegen \| Jumbo-Visma \| + 0" \| \| \| 3r \| John Degenkolb \| Lotto-Soudal \| + 0" \| \| \| 4t \| Alexander Kristoff \| UAE Team Emirates \| + 0" \| \| \| 5è \| Iván García Cortina \| Bahrain McLaren \| + 0" \| \| \| 6è \| Jon Aberasturi Izaga \| Caja Rural-Seguros RGA \| + 0" \| \| \| 7è \| Jaume Sureda Morey \| Burgos-BH \| + 0" \| \| \| 8è \| Davide Ballerini \| Deceuninck-Quick Step \| + 0" \| \| \| 9è \| Enrique Sanz Unzué \| Equipo Kern Pharma \| + 0" \| \| \| 10è \| Matteo Trentin \| CCC Team \| + 0" \| \| |                      |                        |            |
| |                      |                        |            |
| |                      |                        |            |
| Classificació de l'etapa |                      |                        |            |
| Corredor | Corredor             | Equip                  | Temps      |
| 1r | Fabio Jakobsen       | Deceuninck-Quick Step  | 2h 04' 32" |
| 2n | Dylan Groenewegen    | Jumbo-Visma            | + 0"       |
| 3r | John Degenkolb       | Lotto-Soudal           | + 0"       |
| 4t | Alexander Kristoff   | UAE Team Emirates      | + 0"       |
| 5è | Iván García Cortina  | Bahrain McLaren        | + 0"       |
| 6è | Jon Aberasturi Izaga | Caja Rural-Seguros RGA | + 0"       |
| 7è | Jaume Sureda Morey   | Burgos-BH              | + 0"       |
| 8è | Davide Ballerini     | Deceuninck-Quick Step  | + 0"       |
| 9è | Enrique Sanz Unzué   | Equipo Kern Pharma     | + 0"       |
| 10è | Matteo Trentin       | CCC Team               | + 0"       |

## Classificació final
| \| Classificació general \| Classificació general \| Classificació general \| Classificació general \| Classificació general \| \| Corredor \| Corredor \| Equip \| Temps \| \| \| --------------------- \| ---------------------------- \| ---------------------- \| --------------------- \| --------------------- \| \| 1r \| Tadej Pogačar \| UAE Team Emirates \| 18h 43' 00" \| \| \| 2n \| Jack Haig \| Mitchelton-Scott \| + 6" \| \| \| 3r \| Tao Geoghegan Hart \| Team Ineos \| + 6" \| \| \| 4t \| Daniel Martin \| Israel Start-Up Nation \| + 13" \| \| \| 5è \| Dylan Teuns \| Bahrain McLaren \| + 23" \| \| \| 6è \| Wout Poels \| Bahrain McLaren \| + 25" \| \| \| 7è \| Ion Izagirre Insausti \| Astana \| + 32" \| \| \| 8è \| Rubén Fernández Andújar \| Fundación-Orbea \| + 49" \| \| \| 9è \| Óscar Rodríguez Garaicoechea \| Astana \| + 1' 11" \| \| \| 10è \| Alejandro Valverde Belmonte \| Movistar Team \| + 1' 14" \| \| \| 11è \| Gianni Moscon \| Team Ineos \| + 1' 19" \| \| \| 12è \| Marc Soler i Giménez \| Movistar Team \| + 1' 22" \| \| \| 13è \| James Knox \| Deceuninck-Quick Step \| + 1' 22" \| \| \| 14è \| Jan Polanc \| UAE Team Emirates \| + 1' 36" \| \| \| 15è \| Sander Armée \| Lotto-Soudal \| + 1' 43" \| \| |                              |                        |             |
| |                              |                        |             |
| Font: ProCyclingStats |                              |                        |             |
| Classificació general |                              |                        |             |
| Corredor | Corredor                     | Equip                  | Temps       |
| 1r | Tadej Pogačar                | UAE Team Emirates      | 18h 43' 00" |
| 2n | Jack Haig                    | Mitchelton-Scott       | + 6"        |
| 3r | Tao Geoghegan Hart           | Team Ineos             | + 6"        |
| 4t | Daniel Martin                | Israel Start-Up Nation | + 13"       |
| 5è | Dylan Teuns                  | Bahrain McLaren        | + 23"       |
| 6è | Wout Poels                   | Bahrain McLaren        | + 25"       |
| 7è | Ion Izagirre Insausti        | Astana                 | + 32"       |
| 8è | Rubén Fernández Andújar      | Fundación-Orbea        | + 49"       |
| 9è | Óscar Rodríguez Garaicoechea | Astana                 | + 1' 11"    |
| 10è | Alejandro Valverde Belmonte  | Movistar Team          | + 1' 14"    |
| 11è | Gianni Moscon                | Team Ineos             | + 1' 19"    |
| 12è | Marc Soler i Giménez         | Movistar Team          | + 1' 22"    |
| 13è | James Knox                   | Deceuninck-Quick Step  | + 1' 22"    |
| 14è | Jan Polanc                   | UAE Team Emirates      | + 1' 36"    |
| 15è | Sander Armée                 | Lotto-Soudal           | + 1' 43"    |

## Evolució de les classificacions
| Etapa                  | Vencedor               | Classificació general | Classificació de la muntanya | Classificació de la combinada | Classificació dels joves | Classificació per equips |
| ---------------------- | ---------------------- | --------------------- | ---------------------------- | ----------------------------- | ------------------------ | ------------------------ |
| 1                      | Dylan Groenewegen      | Dylan Groenewegen     | Cédric Beullens              | Dylan Groenewegen             | Fabio Jakobsen           | Bahrain-McLaren          |
| 2                      | Tadej Pogačar          | Tadej Pogačar         | Álvaro Cuadros               | Tadej Pogačar                 | Tadej Pogačar            | Bahrain-McLaren          |
| 3                      | Dylan Groenewegen      | Jack Haig             | Álvaro Cuadros               | Dylan Groenewegen             | Tadej Pogačar            | Bahrain-McLaren          |
| 4                      | Tadej Pogačar          | Tadej Pogačar         | Gonzalo Serrano              | Tadej Pogačar                 | Tadej Pogačar            | Bahrain-McLaren          |
| 5                      | Fabio Jakobsen         | Tadej Pogačar         | Gonzalo Serrano              | Tadej Pogačar                 | Tadej Pogačar            | Bahrain-McLaren          |
| Classificacions finals | Classificacions finals | Tadej Pogačar         | Gonzalo Serrano              | Tadej Pogačar                 | Tadej Pogačar            | Bahrain-McLaren          |